# Ellipteroides (Protogonomyia) nilgirianus
Ellipteroides (Protogonomyia) nilgirianus is een tweevleugelige uit de familie steltmuggen (Limoniidae). De soort komt voor in het Oriëntaals gebied.